# Qixing
Qixing léase Chi-Sing (en chino, 七星区; pinyin, Qīxīng qū; literalmente, ‘7 estrellas’) es un distrito urbano bajo la administración directa de la Prefectura Guilin en la Región autónoma de Guangxi, República Popular China. Su área es de 70 km² y su población total para 2020 fue cercana a los 400 mil habitantes.

## Administración
El distrito de Qixing se divide en 5 pueblos que se administran en 4 subdistritos y 1 villas.